# نجلا بن عبدالله
نجلا بن عبدالله (عربی: نجلاء بن عبدالله؛ ۱۶ ژوئن ۱۹۸۰) بازیگر اهل تونس است.
بن عبدالله بازیگر تونسی و مهماندار هواپیمای خطوط هوایی تونس است که اولین بار در مجموعه تلویزیونی مکتوب در نقش فریال ایفای نقش کرد و پس از آن در همسر پنجم در نقش ریم به ایفای نقش پرداخت. از شاخص‌ترین آثار او می‌توان به بازی در الاکابر و نص یوم و فیلم تونسی بیک ما زندگی می‌کنیم که برندهٔ سه جایزه در چهل و یکمین جشنواره بین‌المللی فیلم قاهره شد را نام برد. او برای بازی در نقش حسینه در مجموعهٔ تاج الحضره برندهٔ جایزهٔ بهترین بازیگر زن شد.

## فيلموگرافى

### فيلم كوتاه
- 2010 : مضحك هاى طلايى اثر مجيدى اسميرى
- 2013 : هرچه توسط اسمحانه لاهمار در نقش نيلا

### فيلم
- 2012 : يادداشت نادرست توسط مجيدى اسميرى در نقش ليلى
- 2012 : بارباراس توسط راجر یانگ به عنوان دوست استر
- 2015 : ثلا عشق من توسط مهدى هميلى در نقش حوريه
- 2019 : يك پسر توسط مهدى برساوى در نقش مريم بن يوسف

### تجارت تلويزيون

#### سرى
- 2010 : خواهر شوهر عزيزم (مهمان افتخارى، قسمت 12 از فصل 1) توسط صلاح الدين السيد در نقش ساوسان
- 2010 : جهانى براى نعيم بن رحومه
- 2012-2014 : سرنوشت (فصل 3 و 4) توسط سامى الفهرى در نقش فريال بن عبد الله
- 2013 : همسر پنجم حبيب المسلمانى در نقش ريم السيساوى
- 2014 : مدرسه توسط  زياد اليتم ورانيا گابسى (فصل 1) به عنوان معلم جايگزين
- 2015 : چرخ آب (فصل 2) توسط مداحى عيد در نقش ناهيد
- 2015 : خانه ليسانسه ها توسط از سعد الوسالتى عنوان مهمان افتخارى
- 2015 : آمبولانس توسط از سعد الوسالتى بدور سوار
- 2015 : سلطان آشور 10 اثر جعفر قاسم در نقش كلئوپاترا هفتم
- 2016 : نيمه روز (سريال سورى) توسط سامر البرقاوى
- 2016 : بزرگ ها توسط مداحى عيد در نقش هند
- 2016 : راه‌بندان توسط وليد طيا به عنوان مهمان افتخارى
- 2017 : اصلاح توسط زياد اليتم به عنوان مهمان افتخارى
- 2018 : تاج الحضره سامى الفهرى در نقش لالا حسينه
- 2019 : پسران موفيدا (فصل 4) توسط سامى الفهرى در نقش ناگلا، وكيل
- 2019 : پادشاهى هاى آتش نوشته الخاندرو تولدو وپیتر وبر در نقش تريويانا
- 2019 : زناقات الريح اثر اسامه ريزک در نقش لوئيزا
- 2020 : پسران موفيدا اثر سامى الفهرى در نقش نجلا، وكيل

#### فيلم هاى تلويزيونى
- 2012 : پرواز از كارتاژ توسط مداحى عيد

#### برنامه هاى تلوييونى
- 2012 : در كانال تونس اشكالى ندارد
- 2012 : مردم در كانال الحوار التونسى صحبت مى كنند
- 2013 : يك گاز بگيريد، شما به خطر مى افتيد (قسمت 15) در تلويزيون تونسنا
- 2014 : يك گاز بگير (قسمت پنجم) در تلويزون تلوزا
- 2014 : انگليسى (قسمت 10) در تلويزيون تونس
- 2016 : چالش سرآشپز (قسمت 3) در أم تونس
- 2017 : 100 راه روشن در كانال نهم
- 2018 : ايده سامى الفهرى در كانال الحوار التونسى
- 2018 : در كانال الحوار التونسى اشكالى ندارد
- 2018 : يكشنبه همه چيز مجاز است (تونس) در كانال الحوار التونسى
- 2019 : ماهميشه در تلويزيون آتسيا خوب هستيم
- 2020 : 90 دقیقه در كانال الحوار التونسى

### فيلم هاى
- 2011 : فلش تبليغاتى سريال جنرال شوخى
- 2011 : فلش تبليغاتى براى تونس
- 2011 : مكان هاى تبليغاتى براى خامه دسر دانت توسط دانون
- 2018 : عطرهاى پوينت ام : سفير برند

## جوايز
- جايزة بين المللى پرتقال طلايى بهترين بازيگر زن
- بهترين بازيگر زن 2020 در جشنواره فيلم عرب مالمو